# National Soccer League (1987)
National Soccer League 1987 – jedenasta edycja piłkarskiej ligi National Soccer League (NSL). W jedenastym sezonie wystąpiło 13 drużyn, tytuł mistrzowski zdobyła drużyna APIA Leichhardt Tigers. W wyniku reorganizacji rozgrywek usunięto system z podziałem na dwie Konferencje i mecz finałowy Grand Final i powrócono do pierwotnej wersji ligi. Drużyna Sydney City wycofała się z rozgrywek po 1 kolejce sezonu. 

## Uczestnicy sezonu 1987
- Adelaide City
- APIA Leichhardt Tigers
- Brunswick Juventus
- Footscray JUST
- Heidelberg United
- Marconi Fairfield
- Melbourne Croatia
- Preston Lions FC
- South Melbourne FC
- St. George Saints
- Sunshine George Cross
- Sydney Croatia
- Sydney Olympic

## Rozgrywki

### Tabela
| Lp | Drużyna                | M  | Z1 | R  | P  | B+ | B– | +/– | Pkt |
| -- | ---------------------- | -- | -- | -- | -- | -- | -- | --- | --- |
| 1  | APIA Leichhardt Tigers | 24 | 13 | 9  | 2  | 39 | 21 | +18 | 35  |
| 2  | Preston Lions FC       | 24 | 11 | 7  | 6  | 32 | 22 | +10 | 29  |
| 3  | St. George Saints      | 24 | 12 | 5  | 7  | 31 | 24 | +7  | 29  |
| 4  | Marconi Fairfield      | 24 | 11 | 5  | 8  | 41 | 25 | +16 | 27  |
| 5  | Sydney Croatia         | 24 | 10 | 6  | 8  | 31 | 25 | +6  | 26  |
| 6  | South Melbourne FC     | 24 | 9  | 7  | 8  | 32 | 34 | -2  | 25  |
| 7  | Sydney Olympic         | 24 | 7  | 9  | 8  | 29 | 32 | -3  | 23  |
| 8  | Brunswick Juventus     | 24 | 9  | 5  | 10 | 18 | 23 | -5  | 23  |
| 9  | Melbourne Croatia      | 24 | 9  | 5  | 10 | 22 | 30 | -8  | 23  |
| 10 | Adelaide City (M)      | 24 | 6  | 10 | 8  | 29 | 23 | +6  | 22  |
| 11 | Footscray JUST         | 24 | 7  | 8  | 9  | 17 | 27 | -10 | 22  |
| 12 | Sunshine George Cross  | 24 | 3  | 9  | 12 | 26 | 42 | -16 | 15  |
| 13 | Heidelberg United2     | 24 | 3  | 7  | 14 | 25 | 44 | -19 | 13  |

a) Oznaczenia: M - mistrz kraju z sezonu 1986.

b) Uwagi: 1 Za wygrany mecz przyznawano 2 punkty.

2 Heidelberg United spadł do 1 stanowej ligi, stanu Wiktoria.

## Nagrody
- Zawodnik roku według sędziów:  Andrew Zinni (Brunswick Juventus)
- Zawodnik roku według piłkarzy: Frank Farina (Marconi Fairfield)
- Trener roku: Rale Rasic (APIA Leichhardt Tigers)